# 高奇英
高奇英（1967年11月—），女性，汉族，中共党员，山西吕梁人，中华人民共和国政治人物。

## 生平
高奇英早年在山西农业大学就读，毕业后长期在山西妇联任职，曾任吕梁市妇联主席，2008年，山西省公开选拔省妇女联合会副主席，高奇英进入面试，但没有得到提拔；因为在妇女工作上表现优异，高奇英于2009年被中華全國婦女聯合會褒奖为“三八红旗手”。
2013年，高奇英下放地方县市，出任中共吕梁市临县党委副书记；吕梁官场地震后，她于2015年接替薄宇新出任中共岚县党委书记。主政岚县期间，高奇英提出了由在地貧困戶組成造林專業合作社，在土地贫瘠的岚县开展造林绿化活动，她主张的農民造林合作社其后也得到了中共最高领导人習近平的肯定，高奇英本人则于2019年获全国绿化奖章，2021年6月，获得中共中央组织部授予「全國優秀縣委書記」稱號。
2021年9月29日，高奇英当选为第五届中共吕梁市委常委、委员，并转任中共吕梁市委宣传部长。